# 松尾スズキ
松尾 スズキ（まつお スズキ、本名：松尾 勝幸（まつお かつゆき）、1962年12月15日 - ）は、日本の俳優、劇作家、演出家、脚本家、映画監督、コラムニスト。福岡県北九州市八幡西区生まれ。父親は佐賀県、母親は鹿児島県阿久根市の出身。八幡大学附属高等学校（現・九州国際大学付属高等学校）、九州産業大学芸術学部デザイン学科卒業。『大人計画』主宰。以前は松尾すずきと表記していた。愛猫は「オロチ（雌）」、その後「チース」。現在は飼っていない。既婚。

## 人物
漫画家になりたくて高校生の時に漫画賞に応募し続け、大学ではデザインを専攻し漫画研究会に入ったが、漫研の中で最も絵が下手であったためプライドが叩き潰され、演劇研究会に入った。コメディにも興味があり高校生の時に財津一郎やジョン・ベルーシの真似を一人部屋でしていたが、演劇研究会でいよいよコメディにはまる。在学中に劇団エクボを創設、学外からも人材を集め公演を行なったが、その後演劇をやめ、4年のとき絵画に目覚め、落第。卒業後は上京し印刷会社でサラリーマンをしていたが、仕事や人間関係が上手くいかず1年で挫折。その後、イラストで細々と生計を立てながら、1988年、雑誌で団員を募集し、劇団大人計画を設立。同時期にラジカル・ガジベリビンバ・システムに参加。『ファンキー! 宇宙は見える所までしかない』で第41回岸田國士戯曲賞受賞。以後、テレビや映画などへ役者としての出演が増える。
2004年公開の映画監督デビュー作『恋の門』はヴェネツィア国際映画祭に出品された。漫画原作者としても活動。特に漫画家、河井克夫との活動は名義を「チーム紅卍」としている。山本直樹の漫画原作も手がけている。コラム、小説など著書も多数。2006年1月、小説『クワイエットルームにようこそ』で第134回芥川賞候補。以後、2010年（『老人賭博』）、2018年（「もう『はい』としか言えない」）にも著作が芥川賞候補となっている。2006年から太田出版より、自身がスーパーバイザーをつとめる雑誌『hon-nin』が刊行されている。
私生活では、10年連れ添った妻と2007年に離婚。2014年に20歳年下の一般人女性と再婚した。

## 出演作品

### テレビドラマ
- 世にも奇妙な物語「行列」（1991年、フジテレビ）
- アルファベット2/3 episode I（第9話）（1992年、フジテレビ）- 野島基 役
- 高校教師（1993年、TBS）- 駅員 役
- 有言実行三姉妹シュシュトリアン 第20話（1993年、東映／フジテレビ） - 妖怪・坂本原料魔
- 若葉のころ（1996年、TBS）第1話 - 第3話 - ガソリンスタンド店員
- マンハッタンラブストーリー（2003年） - 土井垣
- おじいさん先生 第6話（2007年、日本テレビ）
- 帰ってきた時効警察 第9話（2007年、テレビ朝日）
- 熱海の捜査官（2010年、テレビ朝日）- 朱印頭
- TAROの塔（2011年、NHK総合）- 岡本太郎 役
- 金曜スーパープライム・犬の消えた日（2011年8月5日、日本テレビ） - 鈴木正夫
- 推定有罪（2012年、WOWOW） - 坂井浩明
- まほろ駅前番外地（2013年、テレビ東京）- シンちゃん
- 連続テレビ小説「あまちゃん」（2013年上半期、NHK） - 甲斐さん 役
- 変身インタビュアーの憂鬱（2013年、TBS） - 蝉岡蟷螂
- 55歳からのハローライフ 第2話（2014年、NHK） - 高巻幸平 役
- 植物男子ベランダー（2014年、NHK BSプレミアム） - 茂木梅吉 役
  - 植物男子ベランダー SEASON2（2015年、NHK BSプレミアム） - 茂木梅吉 役
  - 植物男子ベランダー 俺のウインタースペシャル（2015年、NHK BSプレミアム） - 茂木梅吉 役
  - 植物男子ベランダー SEASON3（2016年4月 - 、NHK BSプレミアム） - 茂木梅吉 役
- 怪奇恋愛作戦（2015年2月21日、テレビ東京系）第7話 - 腹話術芸人 役
- 地域発ドラマ『ガッタン ガッタン それでもゴー』（2015年10月28日、NHK BSプレミアム） - 小谷良夫 役[3]
- 木曜時代劇『ちかえもん』（2016年1月 - 3月、NHK） - 近松門左衛門 役[4]
- みをつくし料理帖（2017年、NHK総合） - 采女宗馬
  - みをつくし料理帖スペシャル（2019年、NHK総合）
- 連続ドラマW「北斗 -ある殺人者の回心-」（2017年、WOWOW）- 高井聡一 役
- 平成細雪（2018年） ‐ 野村博実
- 大河ドラマ『いだてん〜東京オリムピック噺〜』（2019年） - 橘家圓喬 役[5]
- フルーツ宅配便（2019年、テレビ東京） - ミスジ 役
- 松尾スズキと30分の女優（2021年3月 - 、WOWOWプライム）
  - 松尾スズキと30分の女優2（2022年3月13日 - 、WOWOWプライム）[6][7]
  - 松尾スズキと30分強の女優（2023年3月25日 - （予定）、WOWOWプライム）[8]
- エルピス-希望、あるいは災い-（2022年、フジテレビ） - 桂木信太郎 役
- 新宿野戦病院 最終回（2024年9月11日、フジテレビ） - 南錠一郎 役[9]

### 映画
- NIGHT HEAD 劇場版（1994年） - 都築洋介 役
- 愛の新世界（1994年） - 松木 役
- 殺し屋1（2001年） - 二郎、三郎（二役） 役
- 世界の終わりという名の雑貨店（2001年）
- チキン・ハート（2002年）
- ピンポン（2002年） - 橋の上の巡査 役
- 突入せよ! あさま山荘事件（2002年） - 小雀彰夫 役
- DRIVE（2002年）
- ざわざわ下北沢（2002年）
- 日本の裸族（2003年） - シャブおじさん 役
- 恋する幼虫（2003年）
- いま、会いにゆきます（2004年） - ケーキ屋店主 役
- キューティーハニー（2004年） - 係長 役
- 恋の門（2004年） - 毬藻田 役
- 真夜中の弥次さん喜多さん（2005年） - ヒゲのおいらん 役
- イン・ザ・プール（2005年） - 伊良部一郎 役
- スクールデイズ（2005年）
- 同じ月を見ている（2005年） - 中田 役
- サイレン 〜FORBIDDEN SIREN〜（2006年） - 東 役
- 陽気なギャングが地球を回す（2006年） - 鴨打 役
- ユメ十夜 第一夜（2007年） - 百閒 役
- 図鑑に載ってない虫（2007年） - エンドー 役
- ヒートアイランド（2007年） - 折田
- 自虐の詩（2007年） - 中年男 役
- 戦慄迷宮3D THE SHOCK LABYRINTH（2009年）
- ロボゲイシャ（2009年）
- カイジ 人生逆転ゲーム（2009年） - 大槻 役
- 流浪の月（2010年）
- まほろ駅前多田便利軒（2011年）
- カイジ2 人生奪回ゲーム（2011年）
- 俺俺（2013年） - 白バイ警官 役
- まほろ駅前狂騒曲（2014年）
- ジヌよさらば〜かむろば村へ〜（2015年） - 多治見
- シン・ゴジラ（2016年） - 早船達也（フリージャーナリスト） 役[10][11][1]
- 奥田民生になりたいボーイと出会う男すべて狂わせるガール（2017年） - 木下 役[12]
- 音量を上げろタコ!なに歌ってんのか全然わかんねぇんだよ!!（2018年） - ザッパおじさん 役
- 108〜海馬五郎の復讐と冒険〜（2019年） - 海馬五郎 役
- カイジ ファイナルゲーム（2020年1月10日、東宝、監督：佐藤東弥）
- アイ・アム まきもと（2022年9月） - 平光 役[13]
- シン・仮面ライダー（2023年3月18日）[14] - SHOCKERの創設者 役

### バラエティ・教養番組他
- 世界ウルルン滞在記ルネサンス（ナレーター）
- 松尾スズキpresents 美しい男性!（出演、企画・構成・総合演出）
- スポーツ大陸（ナレーター）
- ETV特集「HIVと生きる」（朗読）
- 終電〜ミッドナイト・ピクニック〜（小泉今日子と共に語り）
- 課外授業 ようこそ先輩（ナレーター）
- 松尾スズキアワー「恋はアナタのおそば」（2016年3月、NHK総合）（出演、企画・構成・総合演出）
- 『劇場の灯を消すな！Bunkamuraシアターコクーン編 松尾スズキプレゼンツ アクリル演劇祭』（2020年7月5日、WOWOWライブ）[15]
- 大人計画ウーマンリブvol.14「もうがまんできない2020無観客版」（2020年6月本多劇場収録・2020年10月17日、WOWOWライブ）

### テレビアニメ
- 龍の歯医者（2017年）サルバトール・ブランコ[16]

### 劇場アニメ
- ドラゴンクエスト ユア・ストーリー（2019年）ルドマン[17]

### OVA
- フリクリ（ナンダバ・カモン）

### CM
- コニカミノルタ
- ベルメゾン
- 三井ショッピングパーク ららぽーと
- KINCHO 虫コナーズ
- JR東日本 Suica Renaissance Vol.1「はじまり」篇（2025年）[18]

### オリジナルビデオ
- 流星課長（流星課長）ショートフィルムマガジン「Grasshoppa! VOL.3」収録（2002年）

### 配信ドラマ
- サンクチュアリ -聖域-（2023年5月4日、Netflix） - 犬嶋親方 役[19]

## 脚本・演出担当作品

### 舞台
- 絶妙な関係（1988年・作・演出・出演）
- 手塚治虫の生涯（1988年・作・演出・出演）
- マイアミにかかる月（1989年・作・演出・出演）
- 嫌な子供（1989年・作・演出・出演）
- 絶妙な関係II（1989年・作・演出・出演）
- ゲームの達人（1990年・作・演出・出演）
- 鼻と小箱［鼻始め］（1990年・作・演出・出演）
- 絶妙な関係 Live at秘宝館（1990年・作・演出・出演）
- 猿ヲ放ツ（1991年・作・演出・出演）
- 溶解ロケンロール（1991年・作・演出・出演）
- サエキナイト〜ムーディを探せ〜（1991年・作・演出・出演）
- やられたい男（1992年・作・演出）
- 冬の皮（1992年・作・演出・出演）
- インスタントジャパニーズ（1992年・演出・出演）
- セックスキングダム（1993年・作・演出・出演）
- 鼻と小箱（1993年・演出・出演）
- ゲームの達人（再演）（1993年・作・演出・出演）
- 愛の罰（1994年・作・演出・出演）
- 嘘は罪（1994年・作・演出・出演）
- カウントダウン（1995年・作・演出・出演）
- ちょん切りたい（1995年・作・演出・出演）
- ファンキー!（1996年・作・演出・出演）
- ドライブイン カリフォルニア（日本総合悲劇協会・1996年・作・演出・出演）
- 愛の罰（再演）（1997年・作・演出・出演）
- 生きてるし死んでるし（1997-1998年・作・演出・出演）
- ニッキー・イズ・セックスハンター(ウーマンリブ・1998年・出演）
- ヘブンズサイン（1998年・作・演出・出演）
- ふくすけ（日本総合悲劇協会・1998年・作・演出・出演）
- 母を逃がす（1999年・作・演出・出演）
- パンドラの鐘（1999年・出演）
- キレイ（2000年・作・演出・出演）
- エロスの果て（2001年・作・演出・出演）
- マシーン日記（スズキビリーバーズ・2001年・作・演出・出演）
- 春子ブックセンター（2002年・出演）
- 業音（日本総合悲劇協会・2002年・作・演出・出演）
- ニンゲン御破産（2003年・作・演出・出演）
- 熊沢パンキース03（2003年・出演）
- ドライブイン カリフォルニア（再演）（日本総合悲劇協会・2004年・作・演出・出演）
- イケニエの人（2004年・作・演出・出演）
- キレイ（再演）（2005年・作・演出・出演）
- 蛇よ!（2005年・作・演出・出演）
- まとまったお金の唄（2006年・作・演出・出演）
- ウーマンリブ先生（2006年・出演）
- ドブの輝き（2007年・作・演出・出演）
- キャバレー（2007年・演出）
- 女教師は二度抱かれた（2008年・作・演出・出演）
- サッちゃんの明日（2009年・作・演出・出演）
- 農業少女（2010年・演出）
- 裏切りの街（2010年・出演）
- 男子はだまってなさいよ!7 「天才バカボン」（2010年・出演）
- 母を逃がす（再演）（2010年・作・演出・出演）
- 欲望という名の電車（2011年・演出）
- SAD SONG FOR UGLY DAUGHTER（2011年・出演）
- ウェルカム・ニッポン（2012年・作・演出）
- 生きちゃってどうすんだ（2012年・作・演出・出演）
- マシーン日記（2013年・作・演出）
- 悪霊 −下女の恋−（2013年・作・演出）
- もっと泣いてよフラッパー（2014年・出演）
- ラストフラワーズ（2014年・作・出演）
- 不倫探偵 〜最期の過ち〜（2015年・作・演出・出演）
- ゴーゴーボーイズ ゴーゴーヘブン（2016年・作・演出・出演）（2016年7月7日 - 31日、Bunkamura シアターコクーン / 8月4日 - 13日、森ノ宮ピロティホール）
- キャバレー（2017年・演出）[20]
- ニンゲン御破算（2018年・作・演出・出演）（2018年6月7日 - 7月15日、Bunkamuraシアターコクーン / 森ノ宮ピロティホール）-　鶴屋南北役
- 命、ギガ長ス（東京成人演劇部・2019年・作・演出・出演）
- シブヤデアイマショウ（2021年・作・演出・出演）（2021年4月18日 - 4月25日、Bunkamuraシアターコクーン）
- ドライブイン カリフォルニア（再演）（日本総合悲劇協会・2022年・作・演出）
- ツダマンの世界（2022年・作・演出・作曲）[21]
- ふくすけ 2024 -歌舞伎町黙示録-（2024年・作・演出・出演）[22]

### 映画（脚本・演出）
- 恋の門（監督・脚本・出演）
- ユメ十夜 第六夜（監督・脚本・振り付け）
- クワイエットルームにようこそ（監督・原作・脚本・振り付け）
- female 夜の舌先（監督・脚本）
- 東京タワー 〜オカンとボクと、時々、オトン〜（脚本）※日本アカデミー賞・最優秀脚本賞受賞
- ジヌよさらば〜かむろば村へ〜（監督・脚本・出演）
- 108〜海馬五郎の復讐と冒険〜（監督・脚本・出演）

### テレビドラマ（脚本・演出）
- 演歌なアイツは夜ごと不条理な夢を見る（脚本・出演）
- 恋は余計なお世話（脚本・演出・出演）
- 映像版・松活妄想撮影所 まぶだちの女（監督・脚本・出演） - WOWOWの「特集:松尾スズキと大人計画 第3弾」として放送
- 演技者。「マシーン日記」（原作）

### アニメ
- ニャロメ （2008年、監督・脚本）

### DVD
- 『月刊すほうれいこ 能力の女』（2004年、イーネット・フロンティア）監督・脚本・挿入歌作詞・出演

## 著書

### 戯曲
- ファンキー! 宇宙は見える所までしかない（1997年 白水社）
- ヘブンズサイン（1998年 白水社）
- キレイ 神様と待ち合わせした女（2000年 白水社）
  - キレイ 神様と待ち合わせした女 [完全版]（2014年 白水社）
- 手塚治虫の生涯（2000年 ENBU研究所）
- マイアミにかかる月（2000年 ENBU研究所）
- 嫌な子供（2000年 ENBU研究所）
- ゲームの達人（2000年 ENBU研究所）
- 猿ヲ放ツ（2000年 ENBU研究所）
- 溶解ロケンロール（2000年 ENBU研究所）
- 冬の皮（2000年 ENBU研究所）
- SEX KINGDOM（2000年 ENBU研究所）
- 鼻と小鼻（2000年 ENBU研究所）
- 嘘は罪（2000年 ENBU研究所）
- ちょん切りたい（2000年 ENBU研究所）
- 生きてるし死んでるし（2000年 ENBU研究所）
- マシーン日記 悪霊（2001年 白水社）
  - マシーン日記2021（2021年 白水社）- 2001年作の全面改稿版
- 母を逃がす（2001年 白水社）
- エロスの果て（2002年 白水社）
- ふくすけ（2002年 白水社）
- ニンゲン御破産（2003年 白水社）
- ドライブインカリフォルニア（2004年 白水社）
- キレイ2005（2005年 白水社）
- まとまったお金の唄（2006年 白水社）
- ウェルカム・ニッポン（2012年 白水社）
- ラストフラワーズ（2014年 白水社）
- ゴーゴーボーイズ ゴーゴーヘブン（2016年 白水社）
- 業音（2017年 白水社）
- ニンゲン御破算（2018年 白水社）
- 命、ギガ長ス（2019年 白水社）

### シナリオ
- 恋の門 フィルムブック（2004年・マガジンハウス）
- クワイエットルームにようこそ シナリオ&アーツBOOK（2007年・ぴあ）
- ザ・シナリオ 東京タワー オカンとボクと、時々、オトン（2007年・扶桑社）

### 小説
- 同姓同名小説（2002年・ロッキング・オン）のち新潮文庫
- 宗教が往く（2004年・マガジンハウス）のち文春文庫
- クワイエットルームにようこそ（2005年・文藝春秋）のち文庫
- 老人賭博（2010年・文藝春秋）のち文庫
  - すぎむらしんいちによる漫画化あり（2011年 - 2012年・講談社、全3巻）
- 私はテレビに出たかった（2017年、朝日新聞出版、2014年　朝日新聞の連載小説）
- 「もう「はい」としか言えない（2018年、文藝春秋）」
- 108（2018年、講談社）

### 絵本
- 気づかいルーシー - 文・絵（2013年・千倉書房）

### 漫画
- 破戒（2004年、月刊IKKI連載。1巻 小学館） - 原作、漫画は山本直樹。
  - 新装・新編集版、2016年11月17日、イースト・プレス[23]

### エッセイ他
- 大人失格（1995年・マガジンハウス）のち光文社知恵の森文庫
- 第三の役たたず（1999年・情報センター出版局）のち光文社知恵の森文庫
- この日本人に学びたい（1999年・ロッキング・オン）のち光文社知恵の森文庫
- ぬるーい地獄の歩き方（1999年・演劇ぶっく社）のち文春文庫
- 永遠の10分遅刻（2001年 ロッキング・オン）
- これぞ日本の日本人（2001年 ぴあ）のち光文社知恵の森文庫
- 演技でいいから友達でいて 僕が選んだ舞台の達人（2001年・岩波書店）のち幻冬舎文庫
- 寝言サイズの断末魔（2003年・扶桑社）のち扶桑社spa! 文庫
- 撮られた暁の女 松活妄想撮影所（2003年・扶桑社）
- 実況生中年　寝言サイズの断末魔2（2004年・扶桑社）のち扶桑社spa! 文庫
- スズキが覗いた芸能界（2004年・太田出版）のち新潮文庫）
- 監督ちゃん 松尾スズキの映画恋の門制作日記（2004年 ロッキング・オン）
- ギリギリデイズ（文春文庫 2005）
- 厄年の街 寝言サイズの断末魔 3（2006年 扶桑社）扶桑社spa!文庫 2012
- 12歳の大人計画 課外授業ようこそ先輩（2006年 文藝春秋）
- 東京物欲道場 デジモノステーションPRESENTS（2007年・ソニーマガジンズ）
- ドブロクの唄（2008年 新潮社）
- サビシーマン 寝言サイズの断末魔IV（2008年 扶桑社）扶桑社spa!文庫　2012
- 中年入門（2008年 朝日新聞出版）
- 俺はモテても困らない 松尾スズキの突然独身ブログ（2009年 ロッキング・オン）
- ニャ夢ウェイ 河井克夫共著（2009年 文春文庫）
- ニャ夢ウェイ2-4 　河井克夫共著（2009年 ロッキング・オン）
- ニッポンで笑う お婆ちゃん!それ、偶然だろうけどリーゼントになってるよ!! 3 河井克夫イラスト（2013年 東京ニュース通信社）
- 人生に座右の銘はいらない（2013年 朝日新聞出版）
- 現代、野蛮人入門（2014年 角川SSC新書）
- 東京の夫婦（2017年 マガジンハウス）
- 出会って別れて、なぜ悪い？（2018年 朝日新聞出版）
- 人生是、途中なり（2018年 朝日新聞出版）
- 「大人計画」ができるまで（2018年 文藝春秋）
- さよならお婆ちゃん（2019年 東京ニュース通信社）